# Khababash
Khababash est un pharaon égyptien mal connu, qui règne de manière éphémère entre 338 av. J.-C. et 336 av. J.-C. en organisant une rébellion contre le pouvoir achéménide (XXXIe dynastie) en Égypte.
Khababash n'est connu que par quelques documents, moins de dix, et ne figure pas dans les listes de Manéthon. Un sarcophage d'Apis à Memphis est daté de l'an deux de son règne. Khababash est surtout connu par la « stèle du satrape » retrouvée au Caire vers 1870. Son texte relate comment Ptolémée Ier réitéra en -311 des dons de terres que Khababash avait faits antérieurement au sanctuaire de Bouto.